# 道ノ上駅
道ノ上駅（みちのかみえき）は、かつて青森県上北郡天間林村（現七戸町）に存在した南部縦貫鉄道南部縦貫鉄道線の駅である。

## 歴史
- 1962年（昭和37年）10月20日：開業。
- 1997年（平成9年）5月6日：鉄道線休止とともに休止。
- 2002年（平成14年）8月1日：鉄道線廃止により廃駅。

## 駅構造
1面1線のホームを持つ無人駅。

## 隣の駅
南部縦貫鉄道
南部縦貫鉄道線
坪川駅 - 道ノ上駅 - 天間林駅